# Cadillac Northstar LMP

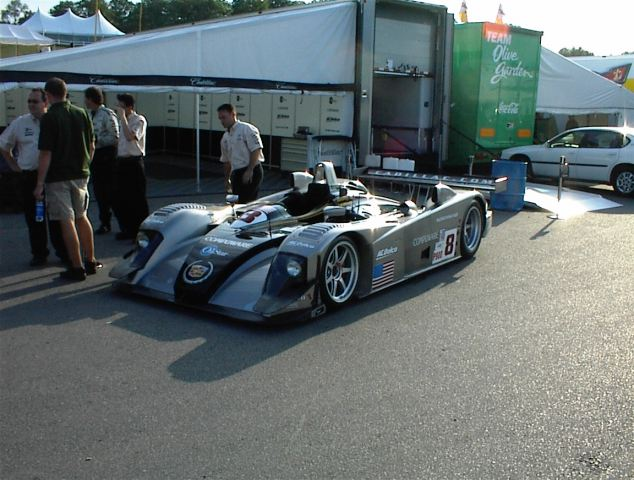
Cadillac Northstar LMP

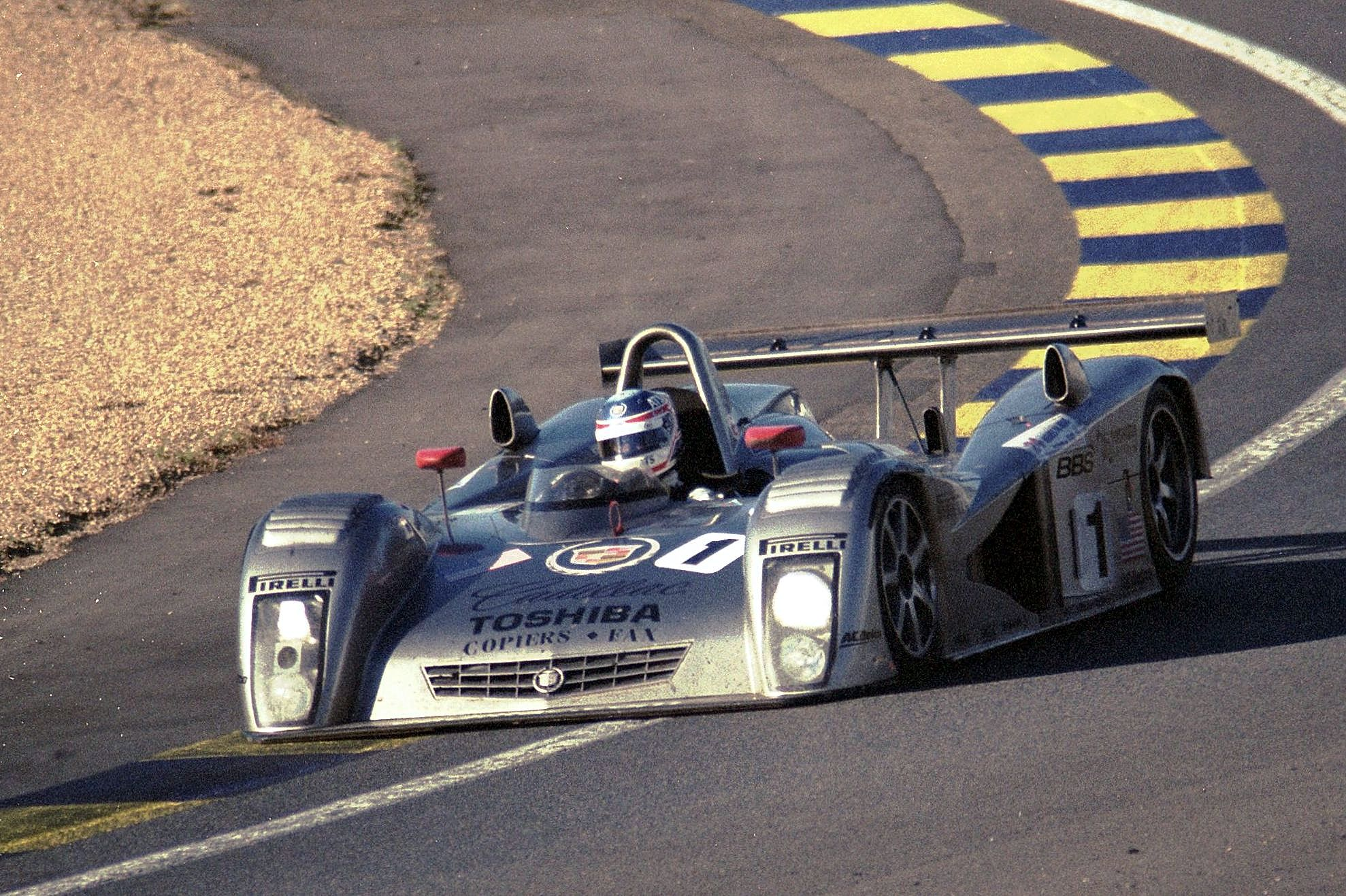
Franck Lagorce am Steuer eines Cadillac Northstar LMP beim 24-Stunden-Rennen von Le Mans 2000

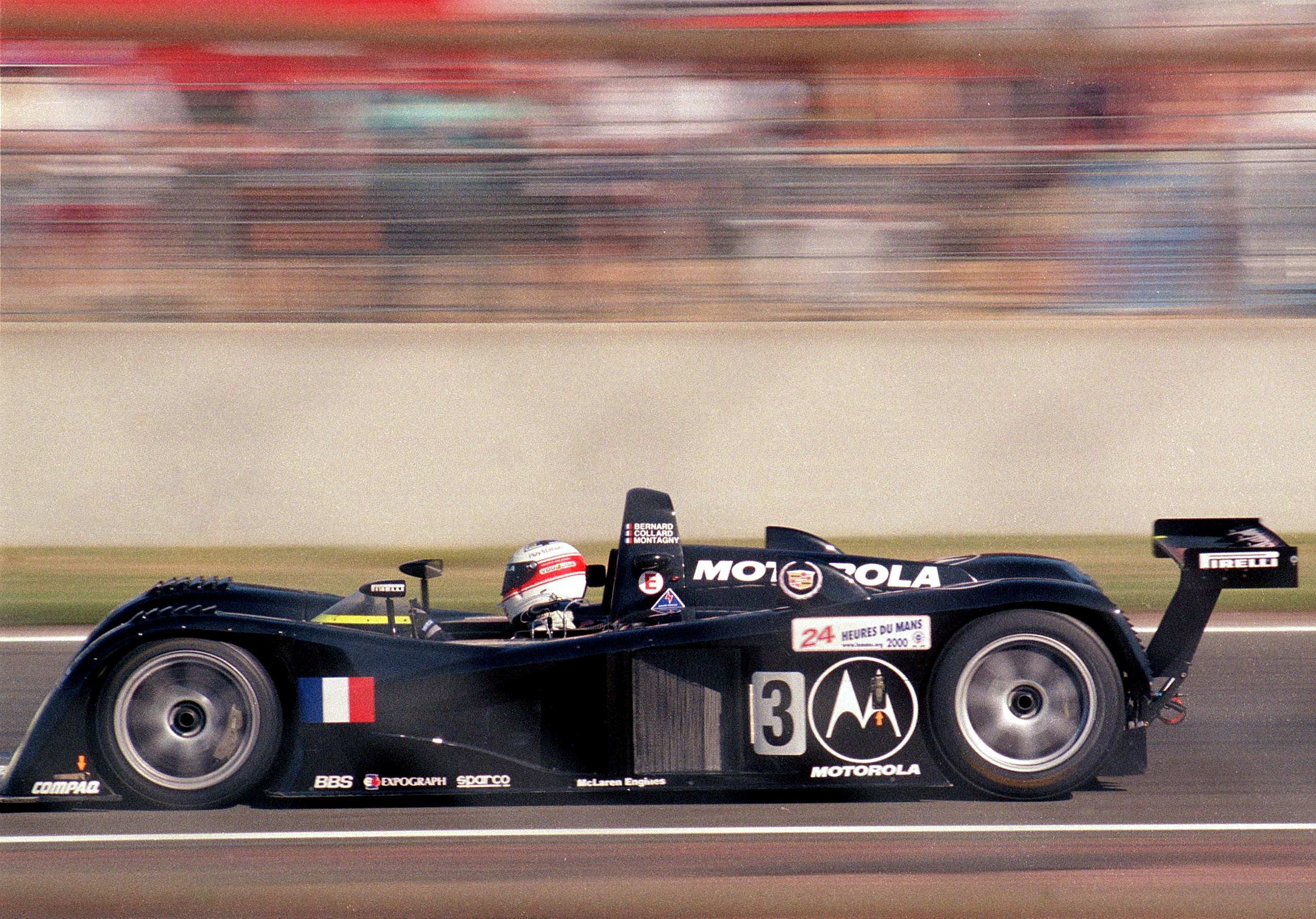
Le Mans 2000; Emmanuel Collard am Steuer des Northstar LMP mit der Nummer 3

Der Cadillac Northstar LMP war eine Serie von Le-Mans-Prototypen, die von der Cadillac-Division von General Motors für den Einsatz in der American Le Mans Series und als Versuch der Rückkehr der Marke Cadillac in das 24-Stunden-Rennen von Le Mans gebaut wurde. Cadillac nahm am Rennen in Le Mans erstmals 1950 teil. Die Northstar LMP wurden nach dem neuen GM-Northstar-V8-Motor benannt, der sie antrieb. Dieses Cadillac-Projekt lief von 2000 bis 2002. Dann beschloss GM, es aufzugeben und sich stattdessen auf den Einsatz der Chevrolet Corvette zu konzentrieren.

## Entwicklung

### 2000
GM entschied während der Planung für das Cadillac-Programm, dass anders als beim Corvette-Programm in den ersten Jahren des Wettbewerbseinsatzes keine komplett neuen Fahrzeuge gebaut werden sollten. Stattdessen ging GM von einem bereits etablierten Fahrgestell aus und setzte einen eigenen Motor ein, den sie so lange fein abstimmen wollten, bis er in Le Mans nicht nur überleben, sondern auch die dominierenden Audi R8 schlagen konnte. GM wandte sich zu diesem Zweck an Riley & Scott, Konstrukteure des erfolgreichen Mark III-Fahrgestells. GM nutzte das Basischassis des Mark III, entwickelte aber eine eigenständige Karosserie. Die neue Konstruktion zeigte Elemente des neuen Art & Science-Designs von Cadillac, wie z. B. einen funktionalen Kühlergrill im Kästchendesign an der Fahrzeugfront und große seitliche Lufthutzen für die Turbolader.
Eine stark weiterentwickelte 650 bhp-(478 kW)-Version des Northstar-Motors wurde von der GM-Rennabteilung anfangs für die Indy Racing League ab 1995 verwendet; ab 2000 wurde er im Northstar-LMP-Programm eingesetzt. Die beiden Motoren besaßen 4,0 l Hubraum, aber die Version für Northstar LMP hatte zwei Turbolader. Der Motor für die Northstar LMP basierte auf einer kleineren 4,0 l-Variante des Northstar, der in Cadillac-Serienfahrzeugen eingesetzt war, die Codenummer L47 hatte und im Oldsmobile Aurora eingebaut war. Er wurde bereits 1995 auf die Erfordernisse des Rennsports in der Indy Racing League angepasst, nun aber sorgfältig überarbeitet, sodass nicht nur die Höchstleistung zunahm, sondern auch auf Standfestigkeit geachtet wurde. McLaren unterstützte GM in der Entwicklung der neuen Rennmaschine und IHI lieferte die beiden Turbolader, die die Leistungsausbeute verbessern sollten.
Insgesamt wurden 6 Autos im Jahre 2000 gebaut, wovon zwei an das Team Cadillac in den USA gingen, drei an DAMS nach Frankreich und einer im Werk als Versuchsträger blieb.

### 2001
Für 2001 wurde der Northstar LMP weiterentwickelt, um besser gegen die Audi R8 bestehen zu können. Die neuen Wagen basierten immer noch auf dem Fahrgestell von Riley & Scott, bekamen aber eine vollkommen neue Karosserie, die von Nigel Stoud konstruiert wurde. Man nutzte einen kantigeren Ansatz, besonders an den Seitenteilen, die nicht mehr einfach horizontal-flach waren, sondern nach vorne unten zu den Radläufen der Vorderräder gezogen waren. Die Kühllufteinlässe wurden von den Fahrzeugseiten in die Radkästen verlegt, sodass die neuen Luftauslässe aus den Radkästen an den neuen Seitenteilen befestigt werden konnten. Auch der Kühlergrill wurde überarbeitet und büßte seine Funktion ein.
Neben der Karosserie wurde wenig an den neuen Autos verändert, die  Northstar LMP01 genannt wurden. Zwei der Fahrzeuge von 2000 wurden mit neuen 201er-Karosserien ausgestattet und ein Auto wurde komplett neu gebaut.

### 2002
Nachdem Cadillac zwei Jahre mit der Entwicklung des Northstar-V8-Motors verbracht hatte, nutzten sie das Jahr 2002, um ihr neues, speziell gebautes Fahrgestell vorzustellen. Der Northstar LMP02 basierte nicht mehr auf der Konstruktion von Riley & Scott, sondern war ein von Nigel Stoud entworfenes, vollkommen anderes Fahrzeug. Er übernahm zwar einige aerodynamische Details vom Northstar LMP01, war aber eine noch kantigere Konstruktion. Das auffälligste Detail war die angehobene Airbox an der Fahrzeugfront, die den Lufteintritt in der Mitte des Fahrzeuges ermöglichte und keinen funktionslosen Kühlergrill mehr brauchte. Die Luftauslässe auf der Seite wurden auch auf ein Minimum reduziert, sodass die gesamte Konstruktion viel glatter wirkte.
Im Motorraum wurde der Northstar-V8 leicht verändert; neue Garrett-Lader ersetzten die alten Turbolader von IHI. Das X-Trac-Getriebe hatte eine pneumatisch betätigte Schaltung.
Insgesamt entstanden drei Fahrgestelle für den Northstar LMP02.

## Renngeschichte

### 2000
Für das Debüt von Cadillac im Jahre 2000 entschloss sich GM, zwei Teams in unterschiedlichen Wettbewerben antreten zu lassen, um eine bessere Vorbereitung auf Le Mans zu erreichen. Riley & Scott ließ sein Werksteams bei der American Le Mans Series unter dem Namen ‚’Team Cadillac’’ laufen, während das Team DAMS aus Frankreich ein Privatfahrerteam bei europäischen Sportwagenrennen antreten ließ.
Das 24-Stunden-Rennen von Daytona war das erste Rennen des Jahres, bei dem das Team Cadillac seine beiden Wagen einsetzte. Wie ihre Kollegen vom Team Corvette hielten sich die Northstar LMP anfangs gut und belegten in der Qualifikation den zweiten und dritten Platz. Im Rennen liefen die Wagen ganz gut, fielen aber nach technischen Problemen fast 100 Runden hinter die führenden GTs zurück. Obwohl ein Wagen sein Getriebe in letzter Sekunde verlor, konnten beide Wagen das Rennen beenden und belegten die Plätze 13 und 14. Diesem Rennen folgte das 12-Stunden-Rennen von Sebring, bei dem sowohl das Team Cadillac als auch das DAMS-Team starteten, Cadillac mit zwei Autos und DAMS mit einem. Beide Teams hatten Schwierigkeiten. Beim DAMS-Wagen versagte schon zu Beginn die Kupplung und ein Wagen des Teams Cadillac war in einen Unfall verwickelt. Der dritte Northstar LMP aber beendete das Rennen auf einem vielversprechenden 6. Platz, wenn auch 29 Runden hinter dem Sieger Audi R8.
Wieder zurück in Europa, setzte DAMS erstmals zwei Autos bei einem Rennen ein, und zwar im ersten Rennen der Le-Mans-Series. Das Team brachte einen siebten und einen achten Platz nach Hause, nur drei Runden hinter dem Sieger Ferrari 333SP. Im folgenden Rennen belegte ein DAMS-Wagen einen vierten Platz, der andere konnte das Rennen nicht beenden. Zu dieser Zeit hatte die American Le Mans Series ihre ersten Rennen in Europa. DAMS startete mit beiden Wagen anstatt des Teams Cadillac und erreichte einen fünften Platz in Silverstone. DAMS tauchte noch einmal bei der Sportwagen-Weltmeisterschaft auf, bevor sie nach Le Mans gingen, aber keiner der Wagen konnte das Rennen beenden.
Das Team Cadillac meinte andererseits, dass Werkstests besser für den Northstar LMP wären und kehrte nicht zur American Le Mans Series zurück, bevor sie zum 24-Stunden-Rennen nach Le Mans flogen. Den Wagen fehlte es an praktischen Einsätzen, um mit den großen Teams in ihrer Klasse zu konkurrieren. Auch wenn einer der DAMS-Wagen in der Qualifikation einen neunten Platz erreichte, konnte sein Kollege nur die 20.-schnellste Rundenzeit vorlegen. So konnte kein Mannschaftsergebnis im Rennen erreicht werden und nur drei Northstar LMP konnten das Rennen beenden, und zwar auf enttäuschenden Plätzen 19, 21 und 22.
Nachdem Einsatz in Le Mans nahm DAMS am zweiten Rennen der American Le Mans Series in Europa teil und erreichte einen fünften Platz am Nürburgring. Wieder in Amerika nahm auch das Team Cadillac wieder am Rennsport teil und schickte einen einzelnen Wagen zum Portland International Raceway, wo er einen achten Platz ergattern konnte. DAMS kam für das Rennen Petit Le Mans ebenfalls in die USA zurück; der Einsatz von vier Cadillac-Wagen brachte bessere Erfolge. Alle Wagen konnten das Rennen beenden und erreichten die Plätze 6, 7, 8 und 13. Das Team Cadillac erreichte noch einen siebten Platz in Laguna Seca, bevor es seine Wagen für diese Saison zurückzog. Am Rennen in Las Vegas nahmen sie nicht teil. DAMS trat zum letzten Mal in diesem Jahr auf den Adelaide Street Circuit in Australien an, erreichte aber nur die Plätze 19 und 20.
Am Ende der Saison erreichte DAMS wegen der Werkstests des Team Cadillac in der American Le Mans Series einen siebten Platz, während das Team Cadillac nur Achter wurde. Zusätzlich erreichte DAMS einen achten Platz in der Sportwagen-Weltmeisterschaft.

### 2001
GM entschied sich für eine Änderung der Strategie in der neuen Saison. Cadillac sollte sich nur mit Werkstests auf das 24-Stunden-Rennen von Le Mans vorbereiten und DAMS mit zwei Wagen in den anderen Rennen antreten. Das Team Cadillac sollte sie in ihrem Bemühen unterstützen, aber erst nach dem Einsatz in Le Mans an der American Le Mans Series teilnehmen, da dann Werkstests mit dem Northstar LMP01 nicht mehr notwendig waren, weil GM schon den ganz neuen Northstar LMP02 in Entwicklung wusste.
In Le Mans zeigten die Wagen von DAMS das Geschwindigkeitspotenzial des Northstar-V8 durch einen achten Platz in Qualifikation, vor dem neuen Bentley EXP Speed 8, zwei der Chrysler LMP und dem Panoz-Team. Beim Rennen musste ein Northstar LMP01 nach einem Unfall in den ersten Stunden aus dem Rennen genommen werden, der andere konnte sich aber gegenüber den Ergebnissen des Vorjahres auf den 15. Platz verbessern.
Nach seiner Rückkehr in die USA startete das Team Cadillac in der American Le Mans Series mit dem Rennen in Sears Point. Beide Wagen hatten Probleme und erreichten nur die Plätze 12 und 24. Das Rennen in Portland ließ man aus und trat auf dem Mosport International Raceway wieder an. Dort erreichte das Team die beste jemals erreichte Wertung für diese Rennwagen, einen dritten und einen vierten Platz. Nach einem siebten und einem achten Platz in Mid-Ohio erreichten die Wagen einen vierten und einen fünften Rang in Laguna Seca und beim letzten Rennen der Saison einen vierten und einen fünften Platz beim Petit Le Mans. Obwohl Cadillac nur die halbe Saison an den Wettbewerben teilgenommen hatte, erreichte das Team in diesem Jahr einen vierten Platz in der Mannschaftswertung.

### 2002
Mit dem komplett neuen Northstar LMP02 bereitete sich das Team Cadillac erneut auf das 24-Stunden-Rennen von Le Mans vor. Das Team DAMS nahm an dem Projekt nicht mehr teil, sodass das US-amerikanische Team die gesamte Last der Entwicklung des neuen Wagens trug. Wieder entschloss man sich, vor Le Mans nur Werkstests durchzuführen, obwohl Cadillac in diesem Jahr beim 12-Stunden-Rennen von Sebring antreten sollte.
Die Saison in Sebring fing nicht gut für den Northstar LMP02 an. Ein Wagen schied kurz vor Ende des Rennens mit einem Fehler in der Elektronik aus, während der verbleibende Wagen nur einen enttäuschenden 31. Platz holte. In Le Mans zeigten die Cadillac erneut ihr Potenzial durch die acht- und zehntschnellste Zeit in der Qualifikation, wobei sie sowohl einen Audi als auch einen Bentley schlugen. Im Rennen selbst bestätigten die Northstar LMP02 die in sie gesetzten Hoffnungen, als sie die meiste Zeit unter den ersten Zehn lagen. Schließlich konnte Cadillac die Plätze 9 und 12 einfahren, das beste Ergebnis seit dem Beginn ihres Einsatzes in Le Mans.
Zurück in den Vereinigten Staaten beendete ein Cadillac das Rennen in Washington D.C. als Vierter, nur eine Runde hinter dem Sieger. Trois-Rivières ließ man aus und erreichte einen dritten und einen sechsten Platz in Mosport, gefolgt von einem dritten Platz in Laguna Seca. Das beste jemals für den Northstar erreichte Ergebnis gab es in den Straßen von Miami, wo ein LMP02 mit den Fahrern J.J. Lehto und Max Angelelli den zweiten Platz, nur 14 s hinter dem führenden Audi, errang. Im letzten Rennen des Jahres, Petit Le Mans, gab es einen dritten und einen vierten Platz für Cadillac. Wieder war es dem Team gelungen, mit einem Einsatz von nur der halben Saison einen beeindruckenden fünften Platz in der Mannschaftswertung der American Le Mans Series zu erreichen.
GM kündigte Ende 2002 an, dass das Cadillac-Projekt im Jahre 2003 nicht mehr fortgeführt würde. Man dachte, dass das Programm für GM erreicht hatte, was es erreichen sollte, und gab es deshalb zu Gunsten des erfolgreicheren Chevrolet-Corvette-Programms auf. GM bot den Northstar LMP nicht den Privatfahrern zum Kauf an, sondern behielt alle Autos selbst.
2009 entschloss sich GM zum Verkauf einiger Prototypen aus ihrem Museum. So wurde der Cadillac LMP Nr. 8 (Chassis-Nr. 02-002) erstmals an einen Privatfahrer verkauft.

## Technische Daten
| Modell                          | Cadillac Northstar LMP                  |
| Zylinderzahl                    | V8                                      |
| Hubraum (cm³)                   | 4000                                    |
| Max. Leistung (kW/PS)           | 440/600 bei 7000                        |
| Max. Drehmoment (Nm)            | 746 bei 5500                            |
| Höchstgeschwindigkeit (km/h)    | 300 (Schätzung)                         |
| Getriebe (Serienmäßig)          | sequenzielles 6-Gang-Schaltung von Xtra |
| Beschleunigung (0–100 km/h)     | 3–5 s (Schätzung)                       |
| Verbrauch kombiniert (l/100 km) | -                                       |
| Tankinhalt (Liter)              | 90                                      |

## Geschichte der Fahrgestelle
Es wurden insgesamt sieben Northstar LMP (Riley & Scott) und Northstar LMP01 gebaut, ebenso wie drei weitere Northstar LMP02. Team Cadillac und Team DAMS durften als einzige diese Wagen in Rennen einsetzen.
Nr. LMP-00-001
- Entwicklungs-Prototyp, nie in einem Rennen eingesetzt

Nr. LMP-00-002
- 2000 (DAMS)

ALMS Sebring: Ausfall
SRWC Barcelona: 7. Platz
SRWC Monza: 4. Platz
ALMS Silverstone: Ausfall
SRWC Spa: Ausfall
Le Mans: Ausfall
- Zerstört bei einem Brand in Le Mans, ersetzt durch Nr. LMP-00-006

Nr. LMP-00-003
- 2000 (Team Cadillac)

GARRC Daytona: 14. Platz
ALMS Sebring: 6. Platz
Le Mans: 21. Platz
ALMS Petit Le Mans: 9. Platz
Nr. LMP-00-004
- 2000 (Team Cadillac)

GARRC Daytona: 13. Platz
ALMS Sebring: Ausfall
Le Mans: 22. Platz
ALMS Portland: 8. Platz
ALMS Petit Le Mans: 7. Platz
ALMS Laguna Seca: 7. Platz
- 2001 (Team Cadillac)

Le Mans: 15. Platz (eingesetzt von DAMS)
ALMS Sears Point: Ausfall
ALMS Mosport: 4. Platz
ALMS Mid-Ohio: 8. Platz
ALMS Laguna Seca: 4. Platz
ALMS Petit Le Mans: 4. Platz
Nr. LMP-00-005
- 2000 (DAMS)

SRWC Barcelona: 5. Platz
SRWC Monza: Ausfall
ALMS Silverstone: 5. Platz
SRWC Spa: Ausfall
Le Mans: 19. Platz
ALMS Nürburgring: 16. Platz
ALMS Petit Le Mans: 6. Platz
ALMS Adelaide: Ausfall
Nr. LMP-00-006
- 2000 (DAMS)

ALMS Nürburgring: 5. Platz
ALMS Petit Le Mans: 13. Platz
ALMS Adelaide: Ausfall
- 2001 (Team Cadillac)

ALMS Sears Point: 12. Platz
ALMS Mosport: 3. Platz
ALMS Mid-Ohio: 8. Platz
ALMS Laguna Seca: 5. Platz
ALMS Petit Le Mans: 5. Platz
Nr. LMP-00-007
- 2001 (DAMS)

Le Mans: Ausfall
Nr. LMP-02-001
- 2002 (Team Cadillac)

ALMS Sebring: Ausfall
Nr. LMP-02-002
- 2002 (Team Cadillac)

ALMS Sebring: 31. Platz
Le Mans: 9. Platz
ALMS Washington: 4. Platz
ALMS Mosport: 3. Platz
ALMS Laguna Seca: 3. Platz
ALMS Miami: 2. Platz
ALMS Petit Le Mans: 3. Platz
Nr. LMP-02-003
- 2002 (Team Cadillac)

Le Mans: 12. Platz
ALMS Washington: Ausfall
ALMS Mosport: 6. Platz
ALMS Laguna Seca: Ausfall
ALMS Miami: 7. Platz
ALMS Petit Le Mans: 4. Platz

ALMS = American Le Mans Series

GARRC = Grand-Am-Serie

SRWC = FIA Sportwagen-Weltmeisterschaft